# Mexikanische Badmintonmeisterschaft 2002
Die Mexikanische Badmintonmeisterschaft 2002 fand in Monterrey statt. Es war die 54. Auflage der nationalen Titelkämpfe von Mexiko im Badminton.	

## Sieger und Finalisten
| Disziplin    | Gold                                        | Silber                               |
| ------------ | ------------------------------------------- | ------------------------------------ |
| Herreneinzel | Luis Lopezllera                             | Bernardo Monreal                     |
| Dameneinzel  | Verónica Estrada                            | Abigail García                       |
| Herrendoppel | Arturo Amaya Bernardo Monreal               | Fernando de la Torre Luis Lopezllera |
| Damendoppel  | Verónica Estrada María de la Paz Luna Félix | Laura Amaya Zvetlana Serralde        |
| Mixed        | Arturo Amaya Gabriela Melgoza               | Gustavo Meré Abigail García          |